# 21813 Денвайнґар
21813 Денвайнґар (21813 Danwinegar) — астероїд головного поясу, відкритий 3 жовтня 1999 року.
Тіссеранів параметр щодо Юпітера — 3,486.